# Lil Uzi Vert
Symere Bysil Woods (* 31. července 1995 Filadelfie, Pensylvánie), známý pod uměleckým jménem Lil Uzi Vert, je americký rapper. Do povědomí posluchačů se dostali v roce 2016 jejich mixtape Lil Uzi Vert vs. the World a úspěšnými singly "Money Longer" a "You Was Right". V témže roce hostovali také na hitu skupiny Migos "Bad and Boujee", který se umístil na 1. příčce žebříčku Billboard Hot 100. V srpnu 2017 vydali své debutové album Luv Is Rage 2, ze kterého pochází Top 10 singl "XO Tour Llif3" (7. příčka). V roce 2020 následovalo album Eternal Atake.

## Kariéra

### 2014–2016: Počátky a mixtapeLil Uzi Vert vs. the World
Lil Uzi Vert začali rapovat v roce 2013. V lednu 2014 vydali nezávislé EP Purple Thoughtz EP Vol. 1 a v srpnu 2014 svou první mixtape The Real Uzi. Brzy poté si jich všiml hudební producent Don Cannon, který je upsal na svůj label Generation Now, čímž získali smlouvu také u Atlantic Records. V prosinci 2015 u nových labelů vydali mixtape Luv Is Rage a v dubnu 2016 průlomovou mixtape Lil Uzi Vert vs. the World. Z této mixtape pochází úspěšné singly "Money Longer" (54. příčka v Billboard Hot 100 a 2x platinová certifikace) a "You Was Right" (40. příčka a platinová certifikace). Mixtape se umístila na 37. příčce žebříčku Billboard 200 a získala certifikaci zlatá deska. V červnu 2016 byli v časopise XXL jmenováni jedním z objevů roku (2016 Freshman Class).
V roce 2016 hostovali na singlu skupiny Migos "Bad and Boujee". Píseň se umístila na 1. příčce žebříčků Billboard Hot 100 a žánrových Hot R&B/Hip-Hop Songs a Hot Rap Songs a získala certifikaci 4x platinový singl. V červenci 2016 vyšla mixtape The Perfect Luv Tape, která se umístila na 55. příčce žebříčku Billboard 200. V listopadu vydali společné nezávislé EP s rapperem Gucci Manem s názvem 1017 vs. The World.

### 2017–2021:Luv Is Rage 2aEternal Atake
V únoru 2017 jim vyšlo nezávislé propagační EP Luv Is Rage 1.5. Z EP pochází píseň "XO Tour Llif3", která byla v březnu vydána také jako singl. Píseň se umístila na 7. příčce žebříčku Billboard Hot 100 a získala diamantovou certifikaci. Píseň se brzy poté stala oficiálním singlem k debutovému albu Luv Is Rage 2, které bylo vydáno v srpnu 2017. Album debutovalo na 1. příčce žebříčku Billboard 200 se 135 000 prodanými kusy v první týden prodeje (28 000 ks v přímém prodeji, zbytek po přepočítání streamů). Po vydání alba se díky streamům dostalo do žebříčku Billboard Hot 100 dalších deset písní z alba: "The Way Life Goes" (24. příčka), "Sauce It Up" (49. příčka), "444+222" (60. příčka), "Neon Guts" (ft. Pharrell Williams) (79. příčka), "Two" (80. příčka), "X" (81. příčka), "For Real" (82. příčka), "UnFazed" (ft. The Weeknd) (84. příčka), "No Sleep Leak" (90. příčka) a "Dark Queen" (92. příčka). Písně "The Way Life Goes" a "Sauce It Up" byly později vydány jako singly. Album obdrželo certifikaci 2x platinová deska.
V červenci 2018 oznámili název svého dalšího projektu, kterým je album Eternal Atake. V září byl zveřejněn první singl „New Patek“ (24. příčka). V lednu 2019 deklarovali, že kvůli frustraci z chování labelu Generation Now chtějí ukončit svou rapovou kariéru. Spory s labelem vedly k dlouhodobému odkladu vydání alba Eternal Atake. V březnu 2019 podepsali novou smlouvu o zastupování s labelem Roc Nation. V dubnu vyšly nové dvě písně z plánovaného alba – „Sanguine Paradise“ (28. příčka) a „That’s a Rack“ (76. příčka). Tyto písně se ovšem na konečné verzi alba neobjevily.
V prosinci 2019 vydali nový vedoucí singl „Futsal Shuffle 2020“, který se umístil na 5. příčce žebříčku Billboard Hot 100 jako jejich nejúspěšnější. V březnu 2020 následoval singl „That Way“ (20. příčka). Album Eternal Atake bylo nakonec po dlouhých odkladech vydáno v březnu 2020. Oba zmíněné singly jsou na něm uvedeny jako bonusové písně. Album je koncipováno z pohledu tří person (Lil Uzi Vert, Baby Pluto a Renji). K albu vyšel také dvouminutový promo snímek s názvem Baby Pluto. Debutovalo na první příčce žebříčku Billboard 200 s 288 000 prodanými kusy (po započítání 400 milionů streamů) za první týden prodeje. Ve druhý týden se prodalo dalších 245 000 ks. Album obdrželo platinovou certifikaci.
V listopadu 2020 vydali společný projekt s rapperem Futurem s názvem Pluto x Baby Pluto. Album debutovalo na 2. příčce žebříčku Billboard 200 se 105 000 prodanými kusy (po započítání streamů) v první týden prodeje v USA. Zvolené singly "Over Your Head" a "Patek" neuspěly. V žebříčku Billboard Hot 100 se ale po vydání umístilo deset písní, nejlépe "Drankin N Smokin" (31. příčka) a "Stripes Like Burberry" (46. příčka).

### 2021–…:The Pink Tape
V roce 2021 vyšel nezařazený singl "His & Hers" (s Internet Money a Don Toliver (ft. Gunna)) (67. příčka) a úvodní singl k jejich tehdy plánovanému třetímu albu "Demon High" (61. příčka). V červnu 2022 vydali EP Red & White, které debutovalo na 23. příčce žebříčku Billboard 200. 
V říjnu 2022 vyšel nový singl z plánovaného třetího alba "Just Wanna Rock" (10. příčka). Album The Pink Tape bylo vydáno na konci června 2023. Šlo o první rapové album vydané v roce 2023, které debutovalo na první příčce žebříčku Billboard 200. Šlo tím o nejdelší dobu, po kterou se během kalendářního roku čekalo, až rapové album dosáhne vrcholu žebříčku, od roku 1993. V první týden prodeje se v USA prodalo 167 000 ks (po započítání streamů). Po vydání alba se v žebříčku Billboard Hot 100 umístilo dalších osmnáct písní, nejlépe: "Flooded the Face" (11. příčka), "Endless Fashion" (ft. Nicki Minaj) (20. příčka), "Suicide Doors" (25. příčka) a "Aye" (ft. Travis Scott) (31. příčka).

## Osobní život
Dříve byli ve vztahu s módní návrhářkou Brittany Byrd (v letech 2014 až 2017). Od roku 2019 jsou ve vztahu s Jatavií Shakary Johnson „JT“ z rapového dua City Girls.
V únoru 2021 si nechali pod kůži na čele implantovat desetikarátový růžový diamant v hodnotě až 24 milionů dolarů. V červnu téhož roku si ho nechali vyjmout a v září opět implantovat pro vystoupení na festivalu Rolling Loud, kde se jim ho ale pokusil jeden z fanoušků odcizit. Od té doby nahradili diamant běžnějším piercingem.
V minulosti byli nařknuti ze satanismu. Nejdříve tak učinil battle rapper Daylyt. Spíše ovšem byli ovlivněni veřejným vystupováním Marilyna Mansona a jeho prezentací uctívání Satana.
V červenci 2022 na Instagramu oznámili, že chtějí být nadále oslovováni zájmeny oni/jejich (zájmeno používané pro nebinární osoby).

## Diskografie

### Studiová alba
- 2017: Luv Is Rage 2
- 2020: Eternal Atake
- 2023: The Pink Tape

### Společná alba
- 2020: Pluto x Baby Pluto (s Future)

### EP
- 2014: Purple Thoughtz EP Vol. 1
- 2016: 1017 vs. The World (s Gucci Mane)
- 2017: Luv Is Rage 1.5
- 2022: Red & White

### Mixtapes
- 2014: The Real Uzi
- 2015: Luv Is Rage
- 2016: Lil Uzi Vert vs. the World
- 2016: The Perfect Luv Tape

### Úspěšné singly
- 2016: „Money Longer“
- 2016: „You Was Right“
- 2017: „XO Tour Llif3“
- 2017: „The Way Life Goes“ (také verze s Nicki Minaj a Oh Wonder)
- 2018: „Sauce It Up“
- 2018: „New Patek“
- 2019: „Sanguine Paradise“
- 2019: „That’s a Rack“
- 2019: „Futsal Shuffle 2020“
- 2020: „That Way“
- 2020: „Sasuke“
- 2021: „Demon High“
- 2022: „Just Wanna Rock“